# دنزل كاري
دنزل كاري (بالإنجليزية: Denzel Curry) (و. 1995  م) هو رابر، أمريكي.

## روابط خارجية
- دنزل كاري على موقع ميوزك برينز (الإنجليزية)
- دنزل كاري على موقع أول ميوزيك (الإنجليزية)
- دنزل كاري على موقع ديسكوغز (الإنجليزية)